# Streptococcus pyogenes
Streptococcus pyogenes (лат.) — вид грамположительных аэробных бактерий рода Streptococcus. Эти бактерии являются внеклеточными и состоят из неподвижных и не образующих спор кокков (круглых клеток), которые имеют тенденцию связываться в цепочки. Они имеют важное клиническое значение для человека, поскольку являются редкой, но обычно патогенной частью микробиоты кожи, которая может вызывать стрептококковую инфекцию группы А.
Streptococcus pyogenes является преобладающим видом, содержащим антиген группы A Лэнсфилд, и его часто называют стрептококком группы A (GAS). Однако как S. dysgalactiae, так и группа S. anginosus также могут содержать антиген группы A. Стрептококки группы А при выращивании на кровяном агаре обычно образуют небольшие (2–3 мм) зоны бета-гемолиза, что означает полное разрушение эритроцитов. Таким образом, также используется название группы А (бета-гемолитический) Streptococcus (GABHS).
Название вида происходит от греческих слов, означающих «цепочка» (στρεπτός), «зёрен» (κόκκος) и «образующих гной» (πυογόνος), поскольку ряд инфекций, вызванных бактерией, вызывают образование гноя. Важным критерием дифференциации между Staphylococcus spp. и Streptococcus spp. является результат каталазного теста. Стафилококки каталазоположительны, тогда как стрептококки каталазоотрицательны. Streptococcus pyogenes можно культивировать на чашках со свежим кровяным агаром. В идеальных условиях инкубационный период составляет от 1 до 3 дней.
По оценкам, ежегодно во всем мире происходит около 700 миллионов случаев инфицирования GAS. Хотя общий уровень смертности от этих инфекций составляет менее 0,1%, более 650 000 случаев являются тяжелыми и инвазивными, при этом уровень смертности в этих случаях составляет 25%. Раннее распознавание и лечение имеют решающее значение; неудачная диагностика может привести к сепсису и смерти.

## Эпидемиология
Streptococcus pyogenes обычно колонизирует горло, слизистую половых органов, прямую кишку и кожу. Среди здоровых людей от 1% до 5% имеют горловое, вагинальное или ректальное носительство. У здоровых детей частота такого носительства колеблется от 2 до 17%. Существует четыре пути передачи этой бактерии: воздушно-капельный, контакт с кожей, контакт с предметами, поверхностью или пылью, зараженными бактериями, или, реже, передача через пищу. Такие бактерии могут вызывать различные заболевания, такие как стрептококковый фарингит, ревматизм, ревмокардит и скарлатина. Хотя фарингит в основном имеет вирусное происхождение, от 15 до 30% всех случаев фарингита у детей вызваны GAS; между тем от 5 до 20% фарингитов у взрослых являются стрептококковыми. Число случаев фарингита у детей выше, чем у взрослых из-за контактов в школах, детских садах и как следствие более низкого иммунитета хозяина. Случаи стрептококкового фарингита чаще возникают в период с поздней зимы до ранней весны в сезонных странах из-за того, что многие люди повторно вдыхают один и тот же воздух в помещении. Случаи заболевания самые низкие осенью.
Клон MT1 (метаболический тип 1) часто ассоциируется с инвазивными инфекциями S. pyogenes в развитых странах. Заболеваемость и смертность от S. pyogenes были высокими в допенициллиновую эру, но уже начали снижаться до широкой доступности пенициллина. Таким образом, факторы окружающей среды действительно играют роль в заражении S. pyogenes. Заболеваемость S. pyogenes составляет от 2 до 4 на 100 000 населения в развитых странах и от 12 до 83 на 100 000 населения в развивающихся странах. Инфекция, вызванная S. pyogenes, чаще встречается у мужчин, чем у женщин, причем самые высокие показатели наблюдаются у пожилых людей и младенцев. У людей с такими факторами риска, как болезни сердца, сахарный диабет, злокачественные новообразования, тупая травма, хирургическое вмешательство, вирусные респираторные инфекции, в том числе грипп, заражение S. pyogenes происходит в 17–25% всех случаев. Вторичная инфекция GAS обычно происходит в течение одной недели после постановки диагноза гриппозной инфекции. От 14 до 16% детских инфекций S. pyogenes имеют предшествующую инфекцию ветряной оспы. Такая инфекция S. pyogenes у детей обычно проявляется тяжелой инфекцией мягких тканей с началом от 4 до 12 дней после постановки диагноза ветряная оспа. Риск заражения S. pyogenes также увеличивается в 40-60 раз в течение первых двух недель после заражения детей ветряной оспой. Однако от 20 до 30% случаев заражения S. pyogenes происходит у взрослых без каких-либо идентифицируемых факторов риска. Заболеваемость выше у детей (от 50 до 80% инфицирования S. pyogenes) без известных факторов риска. Заболеваемость скарлатиной в Великобритании обычно составляла 4 на 100 000 населения, однако в 2014 г. она возросла до 49 на 100 000 населения. Ревматическая лихорадка и ревматическая болезнь сердца (РБС) обычно возникают через 2–3 недели после инфекции горла, что чаще встречается у бедных людей в развивающихся странах. С 1967 по 1996 г. глобальная средняя заболеваемость ревматической лихорадкой и РБС составляла 19 случаев на 100 000 человек, а самый высокий показатель — 51 случай на 100 000 человек.
Заражение матери S. pyogenes обычно происходит на поздних сроках беременности; от более чем 30 недель беременности до четырех недель после родов, что составляет от 2 до 4% всех инфекций, вызванных S. pyogenes. Это в 20–100 раз увеличивает риск заражения S. pyogenes. Клинические проявления: пневмония, септический артрит, некротизирующий фасциит, сепсис половых путей. Согласно исследованию, проведенному больницей королевы Шарлотты в Лондоне в 1930-х годах, влагалище не было распространенным источником такой инфекции. Напротив, материнская инфекция горла и тесные контакты с носителями были более распространенными местами локализации S. pyogenes.

## Бактериология

### Серотипирование
В 1928 году Ребекка Лэнсфилд опубликовала метод серотипирования S. pyogenes, основанный на полисахариде его клеточной стенки, факторе вирулентности, проявляющемся на его поверхности. Позднее, в 1946 г., Лэнсфилд описала серологическую классификацию изолятов S. pyogenes, основанную на их поверхностном Т-антигене. Было обнаружено, что четыре из 20 Т-антигенов представляют собой пили, которые используются бактериями для прикрепления к клеткам-хозяевам. По состоянию на 2016 год идентифицировано всего 120 М-белков. Эти М-белки кодируются 234 типами генов emm с более чем 1200 аллелями.

### Лизогения
Все штаммы S. pyogenes являются полилизогенизированными в том смысле, что они несут в своем геноме один или несколько бактериофагов. Некоторые из фагов могут быть дефектными, но в некоторых случаях активный фаг может компенсировать дефекты других. В целом геном штаммов S. pyogenes, выделенных во время болезни, идентичен более чем на 90%, они различаются по фагу, который они несут.

### Факторы вирулентности
Streptococcus pyogenes имеет несколько факторов вирулентности, которые позволяют ему прикрепляться к тканям хозяина, уклоняться от иммунного ответа и распространяться, проникая в слои тканей хозяина. Бактериальная капсула на основе углеводов, состоящая из гиалуроновой кислоты, окружает бактерию, защищая ее от фагоцитоза нейтрофилами. Кроме того, капсула и несколько факторов, встроенных в клеточную стенку, включая белок М, липотейхоевую кислоту и белок F (SfbI), облегчают прикрепление к различным клеткам-хозяевам. Белок М также ингибирует опсонизацию по альтернативному пути комплемента, связываясь с регуляторами комплемента хозяина. Белок М, обнаруженный у некоторых серотипов, также способен предотвращать опсонизацию путем связывания с фибриногеном. Однако белок М также является самым слабым местом в защите этого патогена, поскольку антитела, вырабатываемые иммунной системой против белка М, нацелены на поглощение бактерий фагоцитами. М-белки уникальны для каждого штамма, и их идентификация может использоваться клинически для подтверждения штамма, вызывающего инфекцию.
| Название                                       | Описание |
| ---------------------------------------------- | --- |
| Стрептолизин О                                 | Экзотоксин, одна из основ бета-гемолитического свойства, стрептолизин О вызывает иммунный ответ и обнаружение к нему антител; антистрептолизин О (АСО) можно клинически использовать для подтверждения недавно перенесенной инфекции. Он повреждается кислородом. |
| Стрептолизин S                                 | Кардиотоксический экзотоксин, еще один бета-гемолитический компонент, неиммуногенный и стабильный по отношению к кислороду: сильнодействующий клеточный яд, поражающий многие типы клеток, включая нейтрофилы, тромбоциты и субклеточные органеллы. |
| Стрептококковый пирогенный экзотоксин А (SpeA) | Суперантигены, секретируемые многими штаммами S. pyogenes: этот пирогенный экзотоксин вызывает сыпь при скарлатине и многие симптомы стрептококкового синдрома токсического шока, также известного как синдром, подобный токсическому шоку (TSLS). |
| Стрептококковый пирогенный экзотоксин С (SpeC) | Суперантигены, секретируемые многими штаммами S. pyogenes: этот пирогенный экзотоксин вызывает сыпь при скарлатине и многие симптомы стрептококкового синдрома токсического шока, также известного как синдром, подобный токсическому шоку (TSLS). |
| Стрептококковый пирогенный экзотоксин B (SpeB) | Цистеиновая протеаза и преобладающий секретируемый белок. Множественное действие, включая деградацию внеклеточного матрикса, цитокинов, компонентов комплемента и иммуноглобулинов. Также называется стрептопаином. |
| Стрептокиназа                                  | Ферментативно активирует плазминоген, протеолитический фермент, в плазмин, который, в свою очередь, расщепляет фибрин и другие белки. |
| Гиалуронидаза                                  | Широко распространено мнение, что гиалуронидаза способствует распространению бактерий через ткани, расщепляя гиалуроновую кислоту, важный компонент соединительной ткани. Однако очень немногие изоляты S. pyogenes способны секретировать активную гиалуронидазу из-за мутаций в гене, кодирующем этот фермент. Более того, немногие изоляты, способные секретировать гиалуронидазу, по-видимому, не нуждаются в ней для распространения по тканям или для поражения кожи. Таким образом, истинная роль гиалуронидазы в патогенезе, если таковая имеется, остается неизвестной. |
| Стрептодорназа                                 | Большинство штаммов S. pyogenes секретируют до четырех различных ДНКаз, которые иногда называют стрептодорназами. ДНКазы защищают бактерии от захвата нейтрофильными внеклеточными ловушками (NET), переваривая сеть ДНК NET, с которой связаны сериновые протеазы нейтрофилов, которые могут убивать бактерии. |
| C5a пептидаза                                  | Пептидаза C5a расщепляет мощный хемотаксин нейтрофилов, называемый C5a, который вырабатывается системой комплемента. Пептидаза C5a необходима для минимизации притока нейтрофилов на ранних стадиях инфекции, когда бактерии пытаются колонизировать ткани хозяина. Пептидаза C5a, хотя и необходима для деградации нейтрофильного хемотаксина C5a на ранних стадиях инфекции, не требуется S. pyogenes для предотвращения притока нейтрофилов по мере распространения бактерий через фасцию.                                                                                    |
| Стрептококковая хемокиновая протеаза           | Пораженные ткани пациентов с тяжелыми случаями некротизирующего фасцита лишены нейтрофилов. Сериновая протеаза ScpC, высвобождаемая S. pyogenes, отвечает за предотвращение миграции нейтрофилов в распространяющуюся инфекцию. ScpC разрушает хемокин IL-8, который в противном случае привлек бы нейтрофилы к месту инфекции. |

## Геном
Были секвенированы геномы разных штаммов (размер генома 1,8–1,9 Mbp), кодирующих около 1700–1900 белков (1700 у штамма NZ131, 1865 у штамма MGAS5005). Полные последовательности генома типового штамма S. pyogenes (NCTC 8198T = CCUG 4207T) доступны в Банке данных ДНК Японии, Европейском архиве нуклеотидов и GenBank под номерами доступа LN831034 и CP028841.

## Формирование биопленки
Биопленки — это способ для S. pyogenes, а также других бактериальных клеток взаимодействовать между собой. В биопленке экспрессия генов для нескольких целей (например, защита от иммунной системы хозяина) контролируется с помощью чувства кворума. Одним из путей формирования биопленок в GAS является путь Rgg2/3. Он регулирует SHP (короткие гидрофобные пептиды), которые являются феромонами, чувствительными к кворуму, также известными как аутоиндукторы. SHP транслируются в незрелую форму феромона и должны пройти обработку сначала ферментом металлопротеазой внутри клетки, а затем во внеклеточном пространстве, чтобы достичь своей зрелой активной формы. Способ транспортировки из клетки и фактор(ы) внеклеточного процессинга до сих пор неизвестны. Затем зрелый феромон SHP может быть доставлен в близлежащие клетки и клетку, из которой он произошел, через трансмембранный белок, олигопептидную пермеазу. В цитозоле феромоны выполняют две функции в пути Rgg2/3. Во-первых, они ингибируют активность Rgg3, который является регулятором транскрипции, подавляющим продукцию SHP. Во-вторых, они связывают другой регулятор транскрипции, Rgg2, который увеличивает продукцию SHP, оказывая антагонистическое действие по отношению к Rgg3. SHP, активирующие свой собственный активатор транскрипции, создают петлю положительной обратной связи, которая является обычной для производства пептидов, отвечающих за кворум. Это позволяет быстро производить феромоны в больших количествах. Производство SHP увеличивает биогенез биопленки. Было высказано предположение, что GAS переключается между формированием и деградацией биопленки, используя пути с противоположными эффектами. В то время как путь Rgg2/3 увеличивает биопленку, путь RopB разрушает ее. RopB — еще один Rgg-подобный белок (Rgg1), который непосредственно активирует SpeB (стрептококковый пирогенный экзотоксин B), цистеиновую протеазу, действующую как фактор вирулентности. В отсутствие этого пути образование биопленки усиливается, возможно, из-за отсутствия феромонов, разрушающих протеазу, или других противодействующих эффектов пути Rgg2/3.

## Заболевания
S. pyogenes является причиной многих заболеваний человека, от легких поверхностных кожных инфекций до опасных для жизни системных заболеваний. Инфекции обычно начинаются в горле или на коже. Наиболее ярким признаком является "клубничная" сыпь. Примеры легкой инфекции S. pyogenes включают фарингит (стрептококковый фарингит) и локализованную кожную инфекцию (импетиго). Рожистое воспаление и целлюлит характеризуются размножением и латеральным распространением S. pyogenes в глубоких слоях кожи. Инвазия и размножение S. pyogenes в фасции может привести к некротизирующему фасциту, опасному для жизни состоянию, которое требует немедленного хирургического вмешательства. Бактерия обнаруживается при неонатальных инфекциях.
Инфекции, вызванные некоторыми штаммами S. pyogenes, могут быть связаны с выделением бактериальных токсинов. Инфекции горла, связанные с выделением определенных токсинов, приводят к скарлатине. Другие токсигенные инфекции S. pyogenes могут привести к синдрому стрептококкового токсического шока, который может быть опасным для жизни.
S. pyogenes также может вызывать заболевание в виде постинфекционных «непиогенных» (не связанных с местным бактериальным размножением и гноеобразованием) синдромов. Эти аутоиммунно-опосредованные осложнения следуют за небольшим процентом инфекций и включают ревматическую лихорадку и острый постинфекционный гломерулонефрит. Оба состояния появляются через несколько недель после начальной стрептококковой инфекции. Ревматическая лихорадка характеризуется воспалением суставов и/или сердца после эпизода стрептококкового фарингита. Острый гломерулонефрит, воспаление почечных клубочков, может следовать за стрептококковым фарингитом или кожной инфекцией.
Эта бактерия остается острочувствительной к пенициллину. Неэффективность лечения пенициллином обычно связывают с другими местными комменсальными организмами, продуцирующими β-лактамазу, или с неспособностью достичь адекватного уровня в тканях глотки. У некоторых штаммов развилась устойчивость к макролидам, тетрациклинам и клиндамицину.

## Применение

### Бионанотехнология
Многие белки S. pyogenes обладают уникальными свойствами, которые в последние годы были использованы для производства высокоспецифичного «суперклея» и пути повышения эффективности терапии антителами.

### Редактирование генома
Система CRISPR этого организма, которая используется для распознавания и разрушения ДНК вторгшихся вирусов, тем самым останавливая инфекцию, была адаптирована в 2012 году для использования в качестве инструмента редактирования генома, который потенциально может изменить любой фрагмент ДНК, а затем и РНК.

## Внешние ссылки
- Type strain of Streptococcus pyogenes at BacDive -  база метаданных о бактериальном разнообразии
- Вдохновленные природой открытия фермента CRISPR значительно расширяют возможности редактирования генома